# Walkhäusl
Walkhäusl ist ein Ortsteil der Gemeinde Markt Schwaben im Landkreis Ebersberg in Bayern, Regierungsbezirk Oberbayern. Die Einöde liegt am Ostufer der Anzinger Sempt, an der Grenze zur Gemeinde Forstinning, östlich von Markt Schwaben und dem Schwabener Moos. Früher befand sich hier eine Walkmühle in der die Loderer Wollstoffe walkten. Die erste Erwähnung als „Walmüel“ erfolgt im 14. Jahrhundert. 1816 wird sie „Loderer Walk“ genannt. Im 19. Jahrhundert wurde der Mühlenbetrieb eingestellt.